# AlltheWeb
AlltheWeb（オール・ザ・ウェブ）は、ノルウェーのファストサーチ & トランスファが1999年中頃に発表した検索エンジン。
ウェブページ以外にもニュース、画像、映像、MP3を検索できる。2002年6月には検索対象ウェブページ数が約21億ページに達した。
2003年2月にオーバーチュア社に買収され、2004年にはオーバーチュア社がYahoo!に買収されYahoo! Search Marketing社となり、AlltheWebはYahoo!傘下に入った。
Yahoo!の事業見直しに伴いAlltheWebは2011年4月4日をもって閉鎖され、Yahoo! Searchにリダイレクトされるようになった。